# Волиця (Чортківський район)

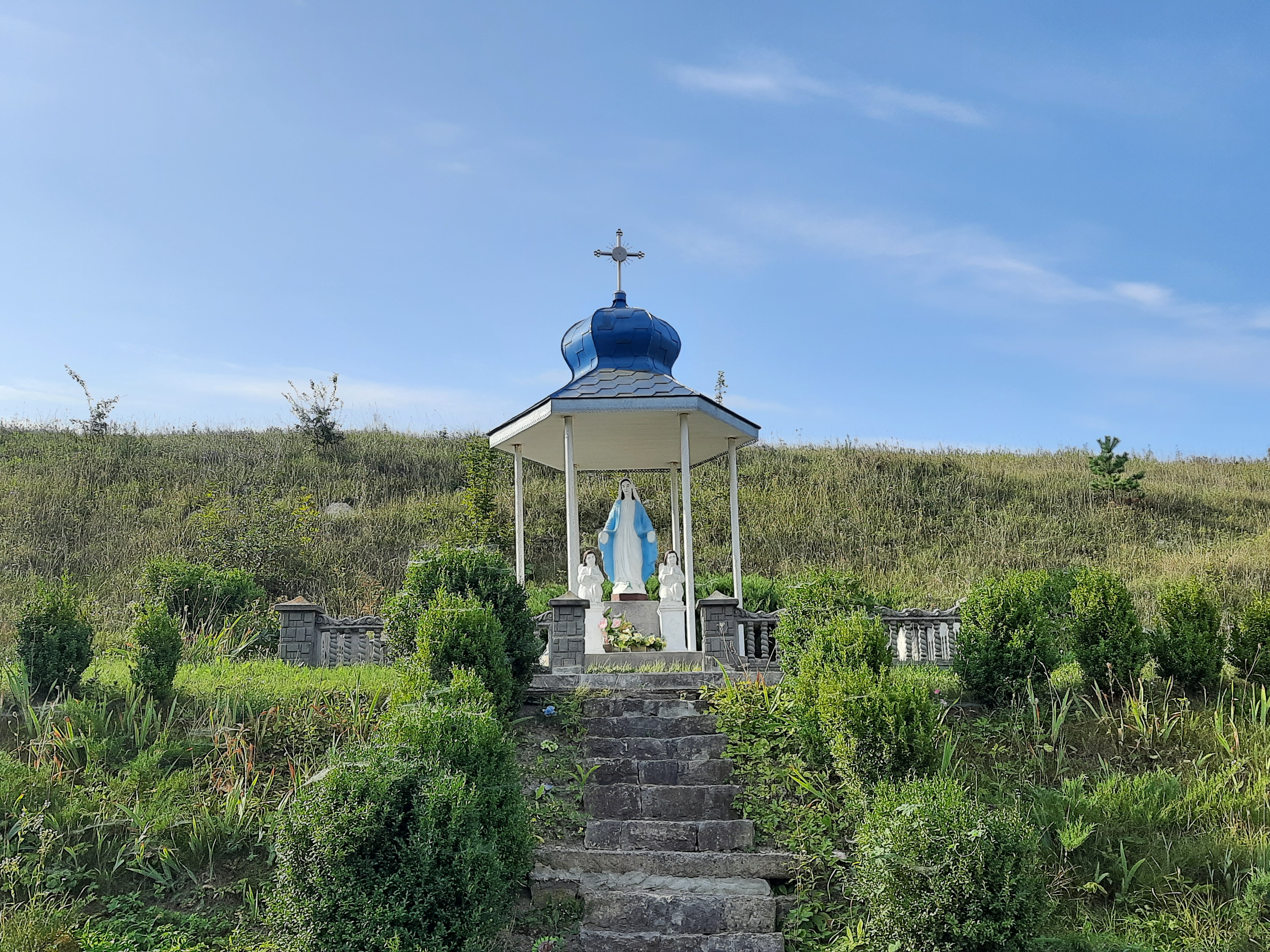
Статуя Божої Матері

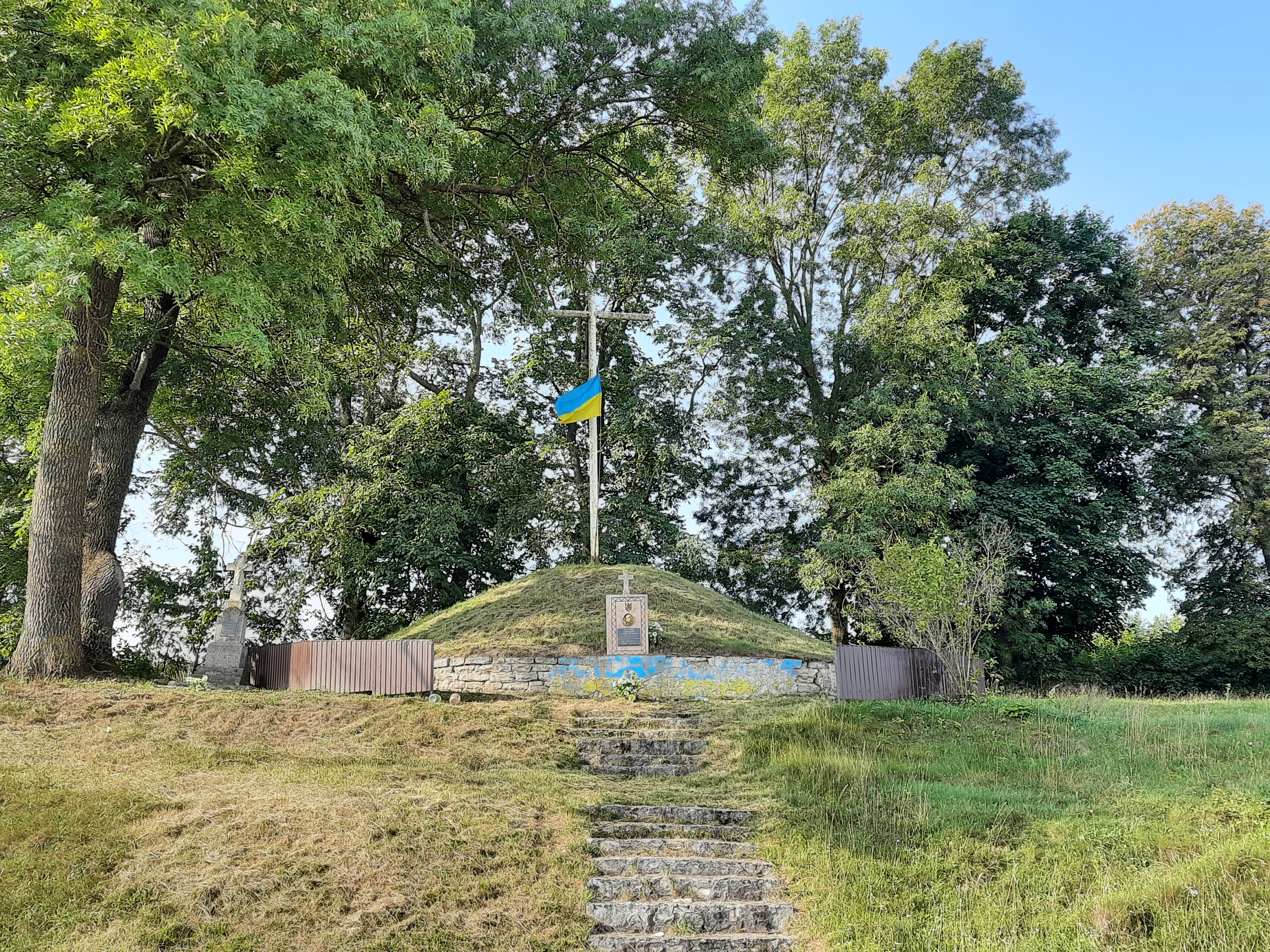
Символічна могила Борцям за волю України

Во́лиця — село в Україні, у Гримайлівській селищній громаді Чортківського району Тернопільської області. Розташоване на річці Збруч, на північному сході району. До 2020 підпорядковане Калагарівській сільраді.
Населення — 285 осіб (2003).

## Символіка
Затверджена 23 жовтня 2020 року рішенням № 1303 XLII сесії сільської ради VII скликання. Автори — В. М. Напиткін, С. В. Ткачов, К. М. Богатов. Герб є промовистим.

### Герб
У зеленому щиті із чорною трикутною главою, відділеною срібною ниткою і обтяженою золотою восьмипроменевою зіркою, срібне колесо воза, супроводжуване по сторонах золотими рогами вола. Унизу картуша напис «ВОЛИЦЯ» і рік першої згадки «1574».
Роги вола і колесо чумацького воза — символ назви села, золота зірка — символ Полярної зорі, дороговказу для чумаків.

### Прапор
На зеленому квадратному полотнищі з верхніх кутів до середини прапора виходить чорний трикутник, відділений тонкою білою смугою. На трикутнику жовта восьмипроменева зірка, на зеленому полі — біле колесо воза.

## Історія
Перша письмова згадка — 1574 р. Назва походить, імовірно, від слова «віл»: за переказами, на території села було велике пасовище для волів.
Після 1-го поділу Речі Посполитої село з 1772 р. належало до Австрії (Тернопільський циркул). У 19 ст. — власність Кімельманнів. Протягом 1863—1920 рр. село — Скалатського повіту.
У листопаді 1918 р. в селі проголошено владу ЗУНР; восени 1920 р. встановлено польську владу. Протягом 1921—1939 рр. село Скалатського повіту Тернопільського воєводства. Діяли філії «Просвіти» та інших товариств.
1 серпня 1934 року село увійшло до складу новоутвореної сільської гміни Красне Скалатського повіту.
У роки німецько-радянської війни в Червоній армії загинуло 23 чоловіки із села. 24 квітня 1949 р. у Волиці та сусідньому с. Калагарівка розповсюджені агітаційні антиколгоспні листівки. Репресій зазнали 44 мешканці села, зокрема, було засуджено до 10-25 років ув'язнення, 19 осіб закатовані у тюрмах і концтаборах НКВС); депортовано у Сибір 20 осіб.
Із березня 1959 р. до грудня 1962 р. село належало до Скалатського району, згодом до січня 1965 р. — Підволочиського. До 2020 — Гусятинського району.
12 червня 2020 року, відповідно до розпорядження Кабінету Міністрів України № 724-р «Про визначення адміністративних центрів та затвердження територій територіальних громад Тернопільської області» увійшло до складу Гримайлівської селищної громади.
19 липня 2020 року, в результаті адміністративно-територіальної реформи та ліквідації Гусятинського району, село увійшло до складу новоутвореного Чортківського району.

## Політика

### Парламентські вибори, 2019
На позачергових парламентських виборах 2019 року у селі функціонувала окрема виборча дільниця № 610208, розташована у приміщенні клубу.
Результати
- зареєстровано 194 виборці, явка 64,95%, найбільше голосів віддано за «Слугу народу» — 22,58%, за Всеукраїнське об'єднання «Батьківщина» — 16,13%, за Радикальну партію Олега Ляшка — 14,52%.[4] В одномандатному окрузі найбільше голосів отримав Микола Люшняк (самовисування) — 50,00%, за Ігоря Сопеля (Слуга народу) — 16,13%, за Володимира Бліхаря (Всеукраїнське об'єднання «Батьківщина») — 10,48%[5].

## Населення

### Мова
Розподіл населення за рідною мовою за даними перепису 2001 року:
| Мова       | Кількість | Відсоток |
| ---------- | --------- | -------- |
| українська | 302       | 99.67%   |
| російська  | 1         | 0.33%    |
| Усього     | 303       | 100%     |

## Пам'ятки
Аннозачатіївська церква, перша пол. XVII ст. Пам'ятка архітектури національного значення. Охоронний № 1576. Дзвіниця, дерев'яна. На дзвіниці - великий дзвін з написом: "Жертвою емігрантів в Америці з Волиці (йде перелік прізвищ), 1926 р." Зветься дзвін "Володимир Великий".

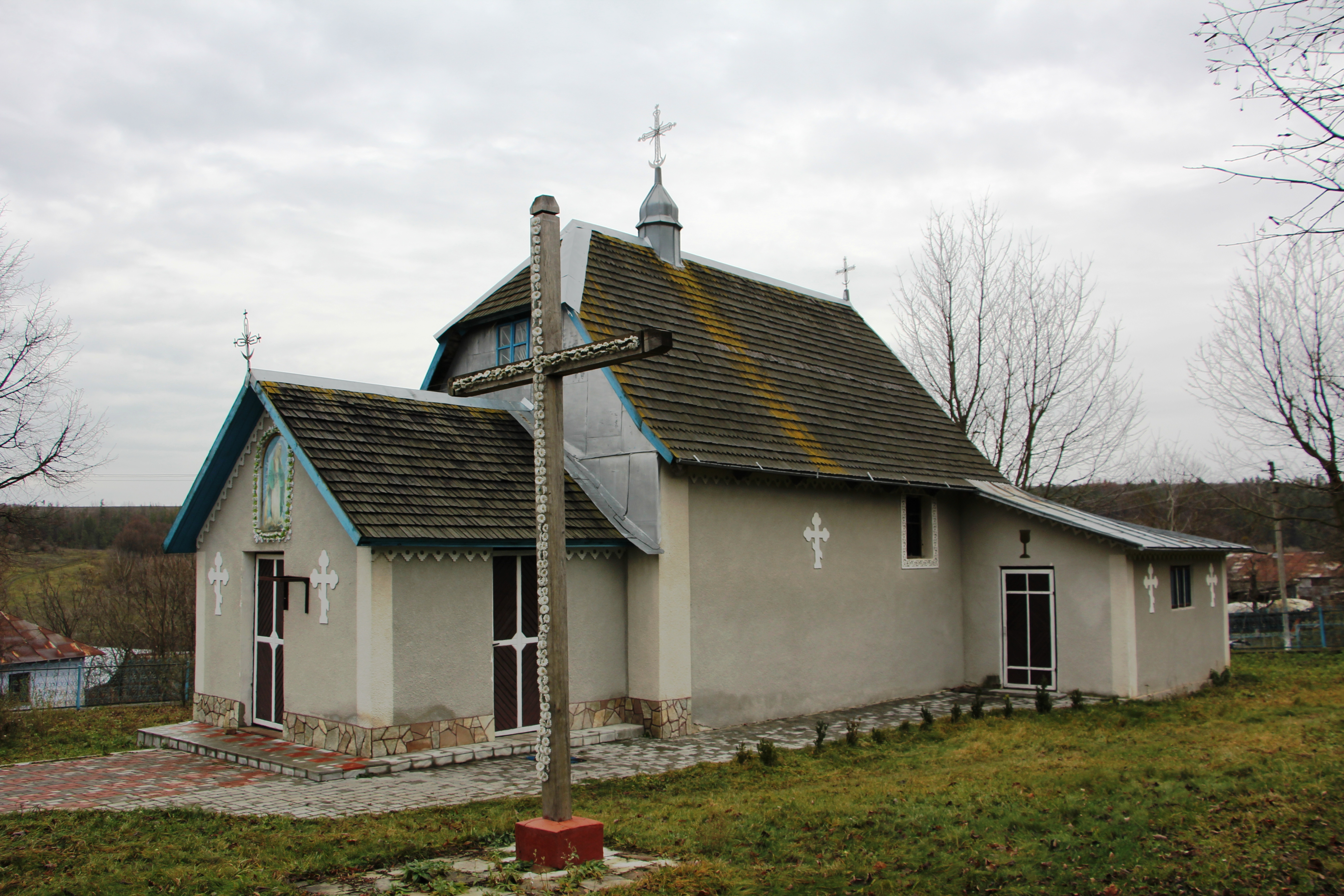
Церква споруджена на початку 1990-х, на місці старої дерев'яної церкви 1750р.
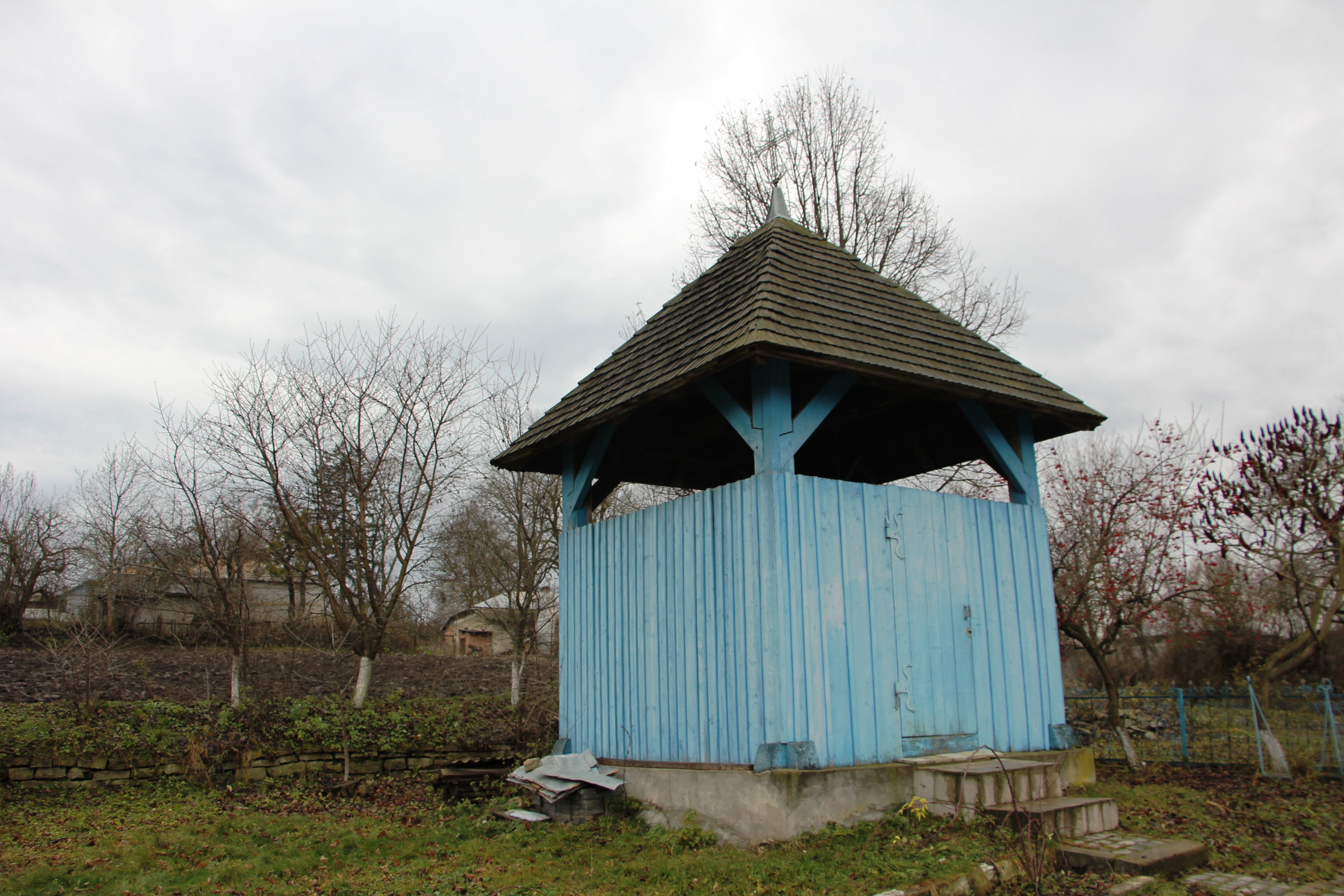
Дерев'яна дзвіниця

## Пам'ятники
Встановлено пам'ятний знак на честь скасування панщини 1848 р. (відновлений у 1990 p.); насипана символічна могила Борцям за волю України (відновлена у 1992 p.).